# Bank Sierra Leone
Bank Sierra Leone – bank centralny Sierra Leone z siedzibą we Freetown, otwarty 4 sierpnia 1964 roku na mocy Ustawy o Banku Sierra Leone z 1963. Do głównych zadań banku należy utrzymywanie stabilności cenowej, formułowanie polityki monetarnej oraz emisja waluty Sierra Leone.

## Zadania
Zadania banku określone są w Ustawie o Banku Sierra Leone z 2011, według której do jego głównych zadań należy:
- osiągnięcie i utrzymanie stabilności cen
- formułowanie i wdrażanie polityki monetarnej
- działanie jako bankier, doradca oraz agent fiskalny rządu
- formułowanie i wdrażanie polityki walutowej Sierra Leone
- wykonywanie operacji walutowych
- posiadanie i utrzymywanie oficjalnych międzynarodowych rezerw, w tym rezerw złota
- emisja i zarządzanie walutą Sierra Leone
- ustanawianie, promowanie, licencjonowanie i nadzór nad solidnością oraz wydajnością systemów rozliczeniowych płatności i papierów wartościowych
- licencjonowanie, rejestrowanie, regulowanie i nadzór nad instytucjami finansowymi
- pełnienie funkcji depozytariusza funduszy od organizacji międzynarodowych

## Organizacja
Bankiem zarządza Zarząd, składający się z prezesa (governor), jego zastępcy oraz pięciu dyrektorów niewykonawczych. Wszyscy członkowie zarządu powoływani są przez prezydenta kraju po zaakceptowaniu przez parlament. Prezes i jego zastępca powoływani są na pięcioletnią kadencję, a pozostali członkowie na kadencję trzyletnią.